# 梅纳 (乌克兰)

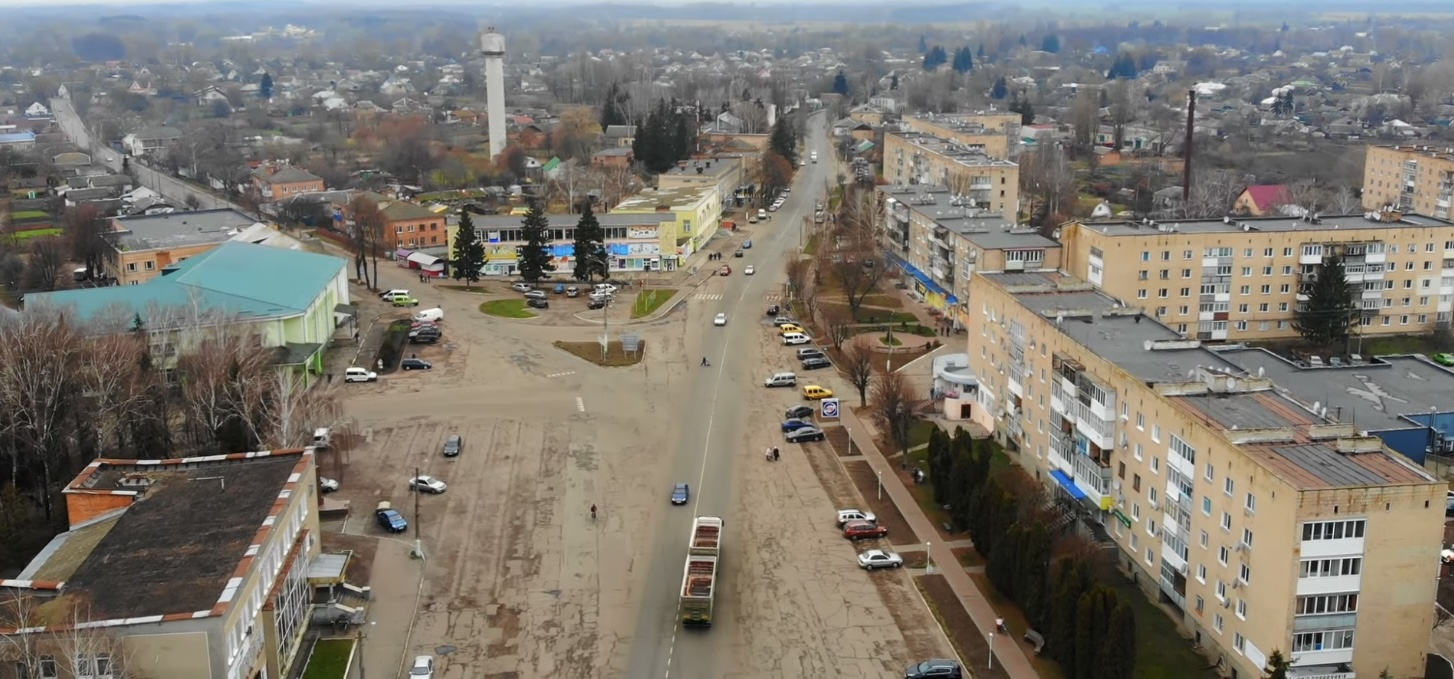
市中心广场

梅納（羅馬化：Mena）是烏克蘭北部切爾尼戈夫州科留基夫卡区梅纳市镇内的城市及其行政中心。距離州府切爾尼戈夫64公里，始建於1066年，面積9.95平方公里，2011年人口12,245。